# Mesosutterella
Mesosutterella es un género de bacterias gramnegativas de la familia Sutterellaceae. Actualmente (2024) sólo contiene una especie: Mesosutterella multiformis. Fue descrita en el año 2018. Su etimología hace referencia a en medio de Sutterella. El nombre de la especie hace referencia a múltiples formas. Es anaerobia estricta e inmóvil. Tiene un tamaño de 0,8 μm de ancho por 1,7-2,1 μm de largo, pudiendo crecer de forma individual o en parejas. Temperatura de crecimiento entre 20-45 °C, óptima de 37 °C. Forma colonias circulares, convexas y translúcidas en agar BB tras 4 días de incubación. Catalasa negativa. Es sensible a los antibióticos: amoxicilina, cloranfenicol, ciprofloxacino, eritromicina, gentamicina, kanamicina, neomicina, penicilina y estreptomicina. Se ha aislado de heces humanas. 